# درمان نگهدارنده با متادون
درمان نگهدارنده با متادون از مهم‌ترین دستاوردهای دانشمندان در زمینهٔ درمان بوده‌است.

## مروری بر تاریخچهٔ ایجاد درمان نگهدارنده با متادون (MMT)
درمان سوء مصرف مواد همواره با چالش‌های زیادی همراه بوده‌است. درمان نگهدارنده با متادون از مهم‌ترین دستاوردهای دانشمندان در زمینهٔ درمان بوده‌ است.

از این روش اولین بار در سال ۱۹۶۴ در دانشگاه راکفلر استفاده شد. در سال ۲۰۰۲ تقریباً ۲۱۵٬۶۰۰ بیمار در ایالات متحدهٔ آمریکا تحت این درمان قرار گرفتند. در سال ۲۰۰۴، ۴۷ کشور این برنامه را شروع و ۵۰۰٬۰۰۰ بیمار در سرتاسر جهان در آن شرکت کردند.

## استفاده از متادون به‌عنوان دارو
متادون یک مخدر صناعی است که در آلمان، دقیقاً قبل از جنگ جهانی دوم، تولید شد. در سال ۱۹۴۱ در آلمان معرفی شد، اما پزشکان آلمانی به‌علت عدم آگاهی در مورد دوز بی‌خطر دارو از آن استفاده نمی‌کردند. بعد از جنگ، متادون در آمریکا مورد بررسی قرار گرفت و مشخص شد که این دارو اثراتی مشابه مرفین ولی با طول اثر بلندمدت‌تر دارد. این بررسی‌های ابتدایی به استفاده از متادون برای بی‌دردی و کاهش علائم سندرم ترک هروئین منجر شد.
متادون، به‌عنوان داروی نگهدارنده، اثرات ویژه‌ای دارد. درصورت استفاده از دوز مناسب، تک‌دوز آن بیمار را برای ۲۴ تا ۳۶ ساعت بدون ایجاد نشئگی (یوفوریا)، آرام‌بخشی (سدِیشن)، یا بی‌دردی پایدار نگه می‌دارد؛ بنابراین، بیمار می‌تواند کارکردهای عادی خود را بدون اختلال در فعالیت‌های فیزیکی یا ذهنی داشته‌باشد. بیماران، درک درد و واکنش‌های احساسیِ عادی خواهند داشت. مهم‌تر از همه این‌که متادون میل شدید دائمی به مخدرها و گرسنگی برای آن‌ها را، که عوامل عمدهٔ عُود هستند، از بین می‌برد.

سیمل و کریک گزارش کرده‌اند که استفادهٔ مزمن از اپیوئیدهای کوتاه‌اثر، تأثیر عمده‌ای بر پاسخ‌دهی به استرس دارد. مصرف‌کننده در سیکل‌های مصرف هروئین دچار افزایش پاسخ و در سیکل‌های عدم مصرف دچار کاهش پاسخ‌دهی می‌شود و در طی مصرف نگهدارنده با متادون به سطح پایه و نرمال پاسخ به استرس بازمی‌گردد. سیکل‌های مصرف کوتاه‌مدت بر عملکرد سیستم هیپوتالاموس ـ هیپوفیز ـ آدرنال اثر می‌گذارد و مصرف نگهدارندهٔ متادون آن را نرمال می‌کند.

مطالعات تصویریِ مغز نیز نشان می‌دهد که اختلالات نوروبیولوژیک مغزی ناشی از مصرف نارکوتیک‌ها می‌توانند برای مدت طولانی باقی بمانند، و مغز مصرف‌کنندگان متادون به مغز گروه کنترل از مغز ترک‌کنندگان مواد شبیه‌تر است.

تحمل متقاطع یا بلوک، خصوصیت مهم دیگر این داروهاست. در دوزهای کافی متادون اثر نارکوتیک‌های خیابانی (مانند هروئین در دوز معمول) را بلوک می‌کند و احتمال مصرف آن را، در حدی که باعث اوردوز شود، کاهش می‌دهد.

به این علت که تحمل نسبت به این دارو ثابت می‌ماند، بیماران ــ در مواردی حتی تا ۲۰ سال ــ بر دوز مشابهی باقی می‌مانند.

در نهایت،متادون از نظر دارویی، دارویی با عوارض جانبی بسیار اندک است.

## شیوه و مقدار مصرف متادون در درمان نگهدارنده
صحبت‌های زیادی در مورد پروتکل و دوز مصرفیِ مناسب متادون شده‌است. عده‌ای از پزشکان به‌دلیل تمایل به ترک کامل مواد از سوی مصرف‌کننده، از ابتدا از دوزهای پایینِ متادون استفاده می‌کردند؛ این پزشکان این تصور درست را 
داشتند که راحت‌تر می‌توان دوزهای پایینِ متادون را قطع کرد و به هدف کامل رسید. بیماران نیز، با این تصور که متادون استخوان‌ها را خراب می‌کند، لیبیدو را کاهش می‌دهد و ترک آن سخت‌تر از هروئین است، در برابر مصرف دوز داروییِ کافی مقاومت می‌کنند. با وجود آن‌که بسیاری از درمانگران ترک کامل را هدف خود قرار می‌دهند، این هدف مشکل‌زاست و رسیدن یه آن برای اغلب بیماران دشوار است.

به‌هرحال، در حال حاضر شواهد علمیِ کافی وجود دارد که از استفاده از دوز کافی حمایت می‌کند و بیان می‌دارد که دوز کمتر از ۶۰ میلی‌گرم تنها برای عدهٔ محدودی از بیماران مناسب است.

مطالعات نشان می‌دهد که رابطهٔ مستقیمی بین کاهش دوز متادون و مصرف هروئین وجود دارد. در بررسی ۲۴ مقاله دربارهٔ مصرف متادون در آمریکا، این نتیجه حاصل شد که (؟) میلی‌گرم حداقل دوز کافی برای قطع مصرف هروئین است و درمان نگه‌دارنده با دوز (که ۲۰–۴۰ میلی‌گرم است) ناکافی است.

نیمه‌عمر متادون ۲۴–۳۶ ساعت است. ۱۲ ساعت بعد از تجویز دوز ابتدایی، نیمی از متادون در خون باقی می‌ماند و دوز دوم به آن اضافه می‌شود. نتیجهٔ این عمل، افزایش قابل‌توجه در میانگین سطح متادون بدون افزایش در دوز آن است. این فرایندِ تجمع ادامه می‌یابد تا بعد از ۴–۵ نیمه‌عمر یا روز به سطح پایداری در خون برسد. درس مهم بالینی‌ای که باید گرفت، این است که اثر دارو در غیاب افزایش دوز، افزایش می‌یابد، و درصورت بروز علائم ترک در زمان شروع مصرف دارو پیش از افزایش دوز باید مدتی صبر کرد.

پیک غلظت پلاسماییِ دارو ۲–۴ ساعت بعد از مصرف خوراکی است و طی اینداکشن (induction) اولیه قبل از اضافه‌کردن دوز دارو باید ۳ ساعت صبر کرد.

## کارایی درمان نگهدارنده
علی‌رغم تفاوت‌های زیاد در اهداف و سیاست‌گذاری‌ها در درمان با متادون، درمان نگهدارنده همواره از سال ۱۹۶۴، در ارزیابی‌ها نتایج مثبت به‌بار آورده‌است.
برای درک کامل درمان با متادون، اهداف مشترک برنامه‌های ترک باید در نظر گرفته شود: ۱. حذف یا کاهش علائم ترک ۲. حذف یا کاهش میل شدید به مواد ۳. جلوگیری از بازگشت به مصرف مواد ۴. بازگرداندن سطح فعالیت فیزیولوژیکی که به‌واسطهٔ مواد از بین رفته‌است. ۵. کاهش رفتارهای مجرمانه و بهبود رفتارهای تولیدکنندهٔ اجتماعی و سلامت روانی. این درمان استفاده از هروئین را کاهش می‌دهد، میزان مرگ و ارتکاب جرم ناشی از مصرف هروئین را کم می‌کند، و برای بیمار این امکان را فراهم می‌سازد که سلامت و سازندگی اجتماعی خود را افزایش دهد. علاوه بر آن، از شیوع بیماری‌های عفونی ناشی از تزریق جلوگیری می‌کند. اثر اصلی مصرف متادون، کاهش میل فرد به مواد، پیشگیری از سندرم ترک، و جلوگیری از حالت نشئگی ناشی از مصرف هروئین است. تاکنون تحقیقات زیادی دربارهٔ اثرات درمان با متادون انجام شده‌است، و مدارک معتبری وجود دارد که نشان می‌دهد، تا زمانی که معتاد به هروئین در سیستم درمان حضور دارد، معتادان به هروئین در ریسک پایین‌تری از مرگ، انجام جرم‌های اجتماعی هستند و احساس و عملکرد بهتری دارند. بسیاری از مطالعات، کاهش میزان وقوع جرم را با شروع درمان اثبات کرده‌اند. مانند بسیاری دیگر از متغیرهای تحت تأثیر درمان، میزان کاهش جرم رابطهٔ مستقیمی با طول مدت باقی‌ماندن در درمان دارد. برای مثال، در هنگ کنگ، هم‌زمان با معرفی متادون در سال ۱۹۷۶، کاهش ۸۵٪ در تعداد سوءمصرف‌کنندگان هروئینی‌ای که طی ۴–۶ سال به زندان فرستاده شدند دیده شد.
فعالیت‌های اجتماعی سازنده ــ که با معیارهایی مانند اشتغال و ادامه‌تحصیل ارزیابی می‌شود ــ نیز با افزایش زمان ماندن در درمان افزایش می‌یابد.
افسردگی، مشکل شایعی در میان بیماران وابسته به مواد اپیوئیدی است و باعث پیش‌آگهی بدتر در این بیماران می‌شود. افسردگی، رابطهٔ پیچیده‌ای با سوءمصرف مواد اپیوئیدی دارد و ممکن است اختلالی مجزا باشد یا به‌دنبال استرس‌های روانی-اجتماعی یا اثرات سمی یا عوارض ترک مواد ایجاد شود.
درمان‌های اولیهٔ سوءمصرف اپیوم‌ها (درمان نگهدارنده یا جایگزین با متادون و بوپرنورفین) با بهبود قابل‌توجه در افسردگی همراه هستند. در مقابل، مطالعات مختلف، اثرات متفاوتی را برای مصرف داروهای ضدافسردگی ذکر کرده‌اند. اکثر آن‌ها به تأثیر منفی و تعداد کمتری به تأثیر مثبتِ استفاده از این داروها اشاره کرده‌اند. علت تفاوت نتایج این مطالعات معلوم نیست و به بررسی‌های بیشتری برای درک چگونگی انتخاب سوءمصرف‌کنندگانی که بیشترین سود را از داروهای ضدافسردگی می‌برند نیاز است.
مطالعات محدودی به بررسی مداخلات رفتاری و روانی-اجتماعی برای درمان افسردگی در این بیماران پرداخته‌اند(۳). مطالعات اخیر نشان می‌دهد که خصوصیات برنامه فاکتور بسیار مهمی در نتایج حاصل از آن هستند. روس و بال فاکتور اساسی درماندن در درمان را دوز کافی دارو، ارائه‌دهندگان خدمات آموزش‌دیده، اعتماد و رابطهٔ استوار بین بیمار و ارائه‌دهندگان خدمات، سیاست‌ها و دستورالعمل‌های روشن و مشخص، ثابت‌بودن ارائه‌دهندگان خدمات و اخلاق‌مند بودن آنان، انعطاف‌پذیر بودن قوانینی که در منزل قرار است اجرا شود، و سایر خصوصیات مرتبط با اجرا می‌دانند.
همان‌طور که ذکر شد، در دوزهای کافی، مصرف هروئین مشخصاً در اکثر بیماران کاهش می‌یابد، الکل و کوکائین (کراک کوکائین و کوکائین هیدروکلراید) مهم‌ترین داروهایی هستند که مصرفشان در MMT ادامه می‌یابد. الکل به‌ویژه یکی از علل عمدهٔ مرگ در این برنامه است. با وجود آنکه شیوع مصرف کوکائین در میان مصرف‌کنندگان در ابتدای شروعِ MMT از ۸۴٪ به ۶۶٪ کاهش می‌یابد، عدم توانِ MMT در کاهش چشمگیر آن از نقاط ضعف و انتقادبرانگیز این روش درمان بوده‌است.
قبل از گسترش کوکائین و احتمال ابتلا به ایدز همراه آن، مصرف هم‌زمان الکل از مشکلات عمدهٔ این روش درمان بود که حدود ۲۰–۲۵٪ بیماران را درگیر می‌کرد.
پیش از ۱۹۸۶، شرایط طبی مرتبط با الکلیسم اصلی‌ترین عامل مرگ در MMT بود. تحقیقات نشان می‌داد وقتی بیماران MMT را ترک می‌کنند مصرف الکلشان افزایش می‌یابد. احتمالاً بیماران به‌منظور فرار از میل به نارکوتیک‌ها و افتادن مجدد به دام هروئین، مصرف الکل را افزایش می‌دهند. دو مشکل دیگرِ متادون‌درمانی شامل: ۱- افزایش احتمال مرگ‌ومیر در دوران اولیهٔ ورود به سیستم درمان؛ ۲- تبدیل‌شدن تجارت متادون به بازار سیاه است. درمان نگهدارنده با متادون همواره به‌عنوان عامل کاهش‌دهندهٔ میزان مرگ‌ومیر سوءمصرف‌کنندگان مواد در نظر گرفته شده‌است. مطالعهٔ هفت‌سالهٔ کلاژن به‌منظور بررسی میزان این کاهش بر روی ۳۷۸۹ شرکت‌کننده در برنامهٔ متادون‌درمانی انجام شده‌است.
نتایج مطالعه نشان می‌دهد که ریسک نسبی مرگ‌ومیر افرادِ تحت درمان ۰٫۵ درصد کمتر از زمان آن قبل از شروع درمان است. ریسک مرگ در کسانی که «قصد شروع درمان» را داشتند ۰٫۶ درصد کمتر از دوران قبل از درمان است. از طرفی، کسانی که برنامهٔ درمان را ترک می‌کنند، به‌ویژه مردان، در خطر بالای مرگ‌ومیر قرار دارند. البته در این مطالعه آمار مرگ ناشی از مسمومیت دارویی لحاظ نشده‌است و در صورت بررسی اثر آن، میزان کاهش کمتر از داده‌های ذکرشده خواهد بود(۴). مطالعه‌ای در تگزاس در سال‌های ۱۹۹۴ تا ۲۰۰۲، علل مرگ ۷۶۶ بیماری را که تحت درمان با متادون بودند بررسی کرده‌است. در مقایسه با آمار مرگ‌ومیر جامعهٔ عمومی تگزاس، علت مرگ بر اثر مسمومیت دارویی در این افراد ۴٫۶ برابر؛ مرگ به‌علت بیماری کبدی ۳٫۴ برابر؛ به‌علت بیماری‌های تنفسی ۱٫۷ برابر؛ به علت قتل ۱٫۵ برابر، و به‌علت ایدز ۱٫۴ برابر بیشتر از عموم جامعه بود. آمار مرگ به‌علت خودکشی و تصادفات نقلیه در این افراد کمتر از میانگین جامعه گزارش شده‌است(۵). نگرانی‌ها نسبت به افزایش خطر خودکشی در طی درمان با نالتروکسان و در شروع درمان با متادون در میان معتادان افزایش یافته‌است. مطالعهٔ تریت ر. در استرالیا افزایش خطر مرگ در زمان ورود به سیستم درمان با متادون را ثابت می‌کند. این مطالعه یافته‌ای مبنی بر افزایش میزان خودکشی یا مسمومیت در زمان استفاده از نالتروکسان را گزارش نمی‌کند. (۶)

## ترک درمان
بخش عمدهٔ بیمارانی که مرخص می‌شوند به‌سمت مصرف مجدد هروئین روی می‌آورند؛ سایرین از نارکوتیک‌ها و الکل استفاده خواهند کرد.
روس و بال متوجه شدند که ۸۲٪ بیماران طی ۱۰ ماه اولِ خروج از برنامه مصرف IV خواهند داشت. تقریباً نیمی از افراد در ۱–۳ ماه اولِ خروج از برنامه مجدداً مصرف را شروع خواهند کرد. دال به این نتیجه رسید که عُود مستقل از متغیرهای فردی مانند نژاد، جنس و سطح تحصیلات است. ترک درمان عوارض کشنده‌ای دارد. اپل ذکر می‌کند که میزان مرگ بیماران مرخص‌شده دوبرابر بیمارانی است که هنوز در برنامهٔ درمانی هستند. MMT برنامه‌ای سودآور است و ازنظر اقتصادی برای جامعه مفید است؛ به‌طوری‌که نسبت سود به هزینهٔ آن ۴٫۴ به ۱ است. این سود نه‌تنها به خود بیمار، بلکه به کل جامعه می‌رسد(۱).